# 罗贝尔·迪蒙图瓦
罗贝尔·迪蒙图瓦（法語：Robert Dumontois，1941年8月6日—），法国男子赛艇运动员。他曾代表法国参加1960年和1964年夏季奥林匹克运动会赛艇比赛，其中1960年奥运会获得一枚银牌。